# 土塁

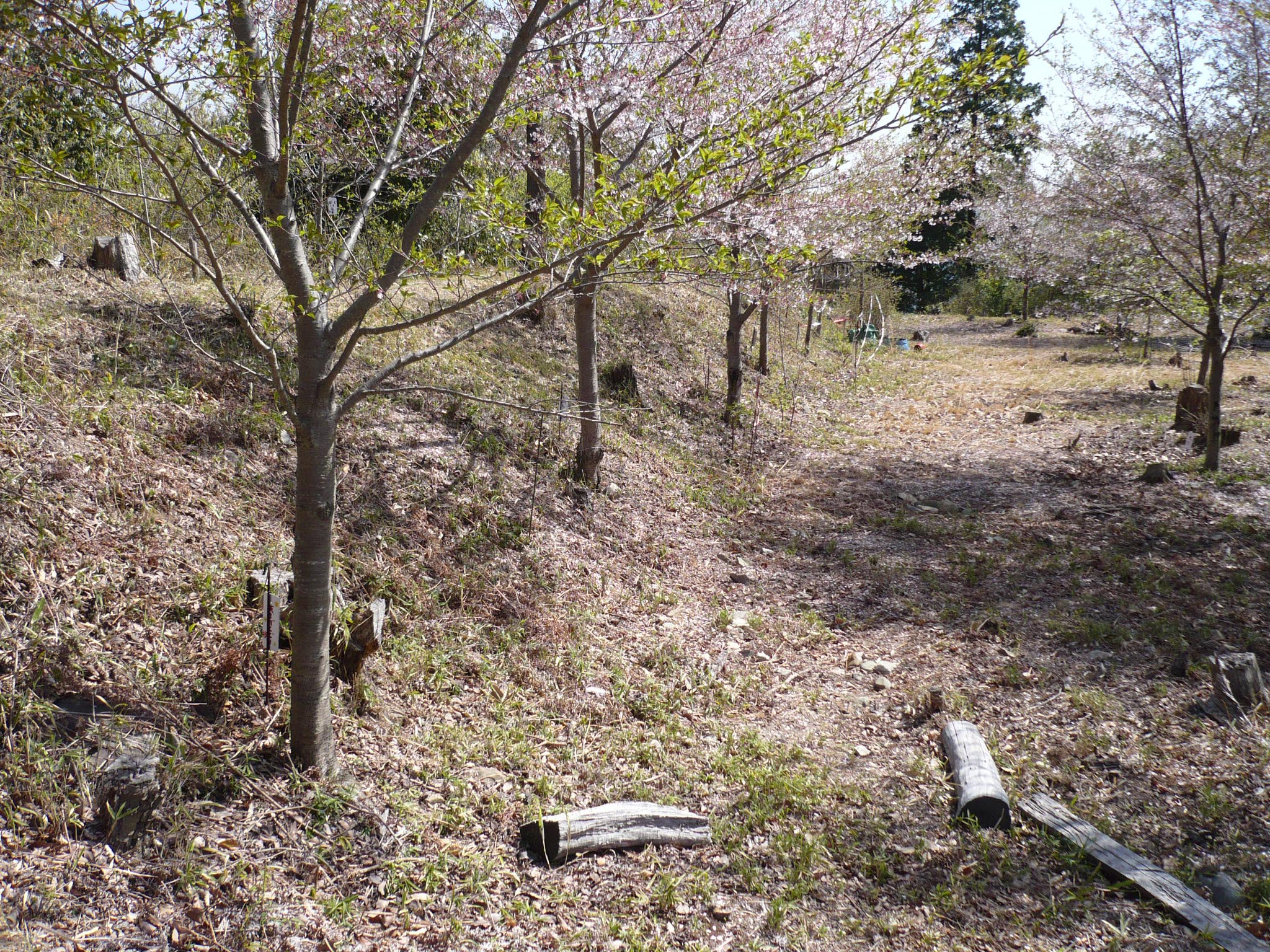
兵庫県川西市の山下城の土塁

土塁（どるい、英: earthworks）とは、敵や動物などの侵入を防ぐために築かれた、主に盛土による堤防状の防壁である。

## 日本

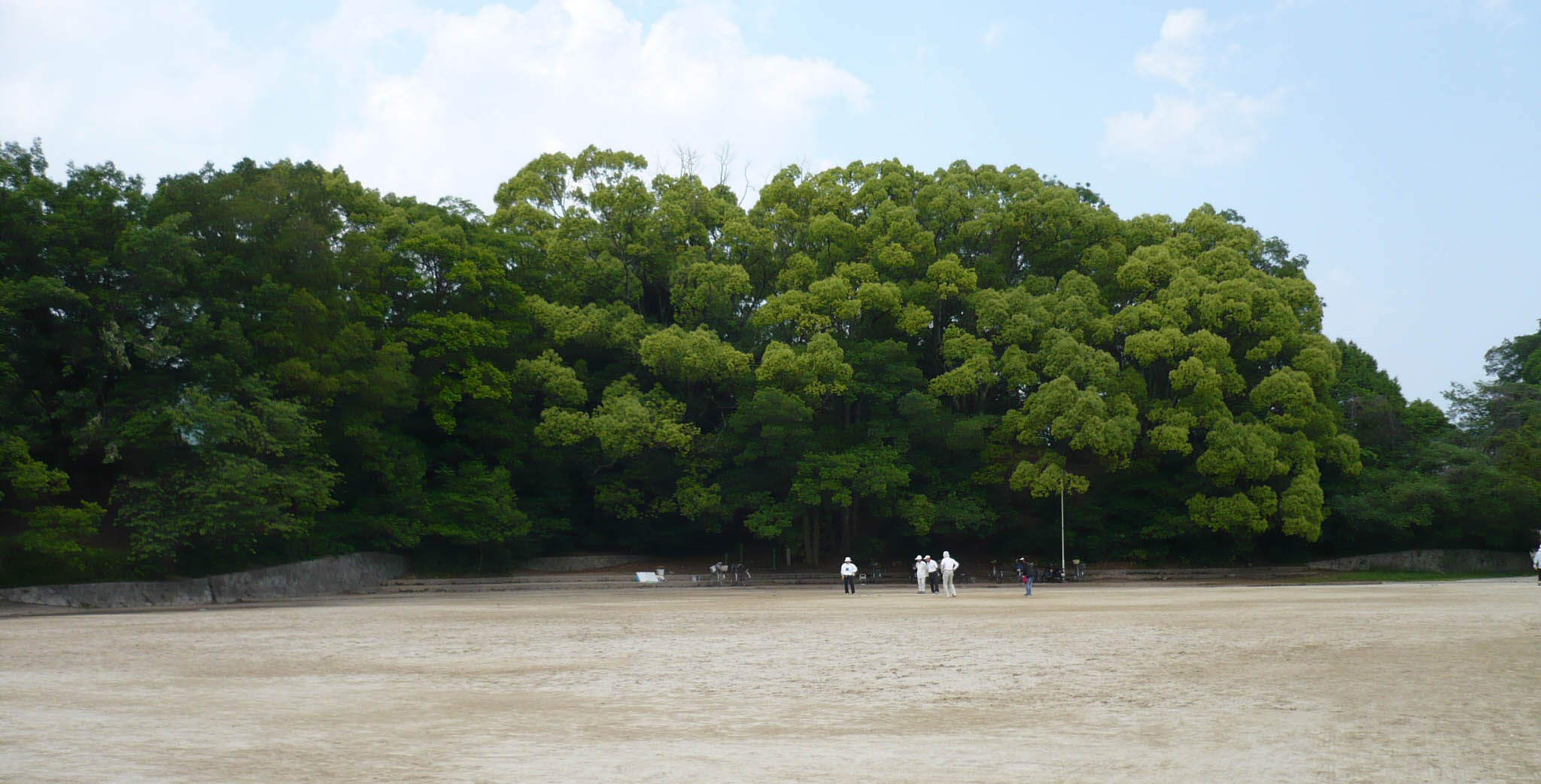
山科本願寺の土塁跡

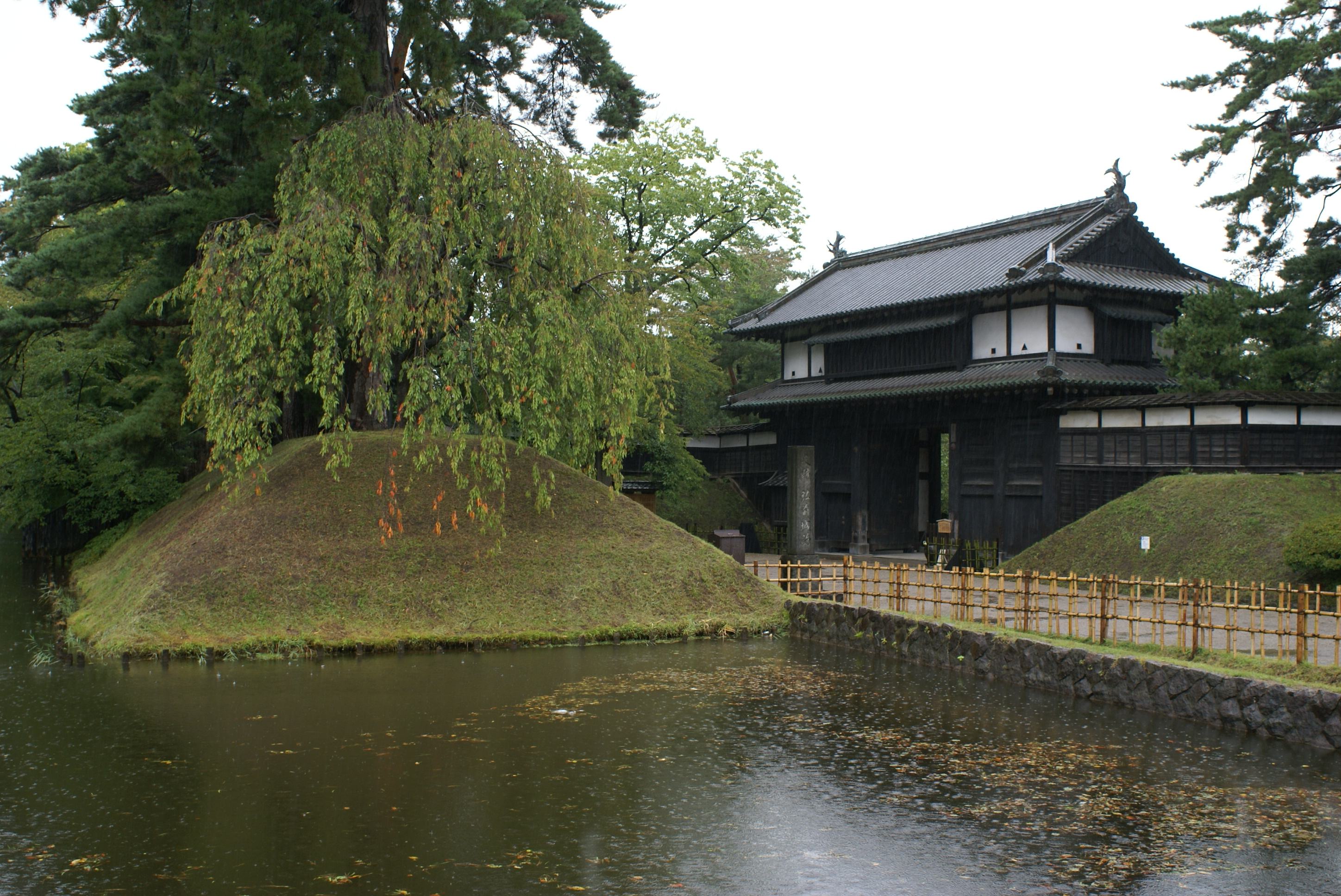
近世城郭（平城）の土塁（弘前城三の丸追手虎口）

日本では古代から近世にわたって、豪族の住居、環濠集落、陣地、城、寺などの周囲にライン状に盛られた。
平地に盛られる土塁は堀と組み合わせて作られ、堀を穿って生じた土を盛土に利用して作られることが多い。これを掻揚土塁（かきあげどるい）という。土塁内側からの高さは低くて約2メートル、高くて3メートルほどある。江戸時代以前には、こうした土塁は土居（どい、どゐ）、土手（どて）と呼ばれていた。
土塁の役割として、防御区画内部への攻撃側の侵入を阻止する障壁、攻撃側からの防御区画内部への視界を遮り射撃を防ぐ、戦術上有利な位置となる高所を守備側に占位させるなどが挙げられる。

### 構造
通常の土塁は、曲輪のライン状に盛られるが、竪土塁（たてどるい）という、山などの斜面の縦方向に盛られた土塁もある。登り石垣と同様の機能である。曲輪の櫓を上げる部分では土塁の幅を広くとる。城によって櫓台は石垣とする場合もある。
土塁の上部にできた平面部分を馬踏（まふみ）といい、人馬が通行可能な幅をとった。一方、基底部を土敷居（つちしきい）という。馬踏に塀や柵を建てた場合、城内側のスペースを武者走り、城外側のスペースを犬走りと呼んだ。犬走りは塀の基礎を安定させるためのスペースであり、1尺5寸程度以上の幅をとる必要があった。

### 工程
土塁は、その工程によっておおまかに2つの種類が分けられる。
- 版築土塁（はんちくどるい）

版築版という木製の型枠を立てた内部で、異なる性質の土や瓦礫、砂、細かい粒の砂利、粘土などを数十ミリメートルほどの層に蛸木などで突き固めて多層に積み上げて盛る方法。
日本では奈良時代頃から見られる土塁の盛り方。一方、版築状土塁は版築版を使わずに版築と同様の方法で土を積み上げたものである。
- たたき土塁

土砂や粘土を叩き固めながら積み重ねて盛る方法。版築土塁と違い、大雑把に土を積んでたたき締める。

#### 土留
土塁は叩いて固めることで完成時は乾燥すると固く頑丈となるが、土砂でできているので風雨に弱く、叩き締めた状態のままにしておくと土砂が流出して崩壊してしまうおそれがあった。こうした、斜面崩壊を防ぐために土留を施す。
土塁の法面に、草を植えて繁茂させることで土塁崩壊を防いだ。芝を植えたものを芝土居（しばどい、しばどゐ）といい、積土に芝を混ぜ叩き固めたものもある。植えられる草は芝だけでなく、ジャノヒゲ、小笹、熊笹、竹なども植えられた。特に竹を植えたものは豊臣秀吉による御土居（京都府）や津山城（岡山県）にその例があり、津山城では「竹土手」と呼ばれていた。また、熊笹を植えたものは「熊笹土塁」とも呼ばれ、降雪の多い地域の城に例が多い。
また、土留には腰巻石垣（こしまきいしがき）という、底辺部に低く積んだ石垣も用いられた。

### 図

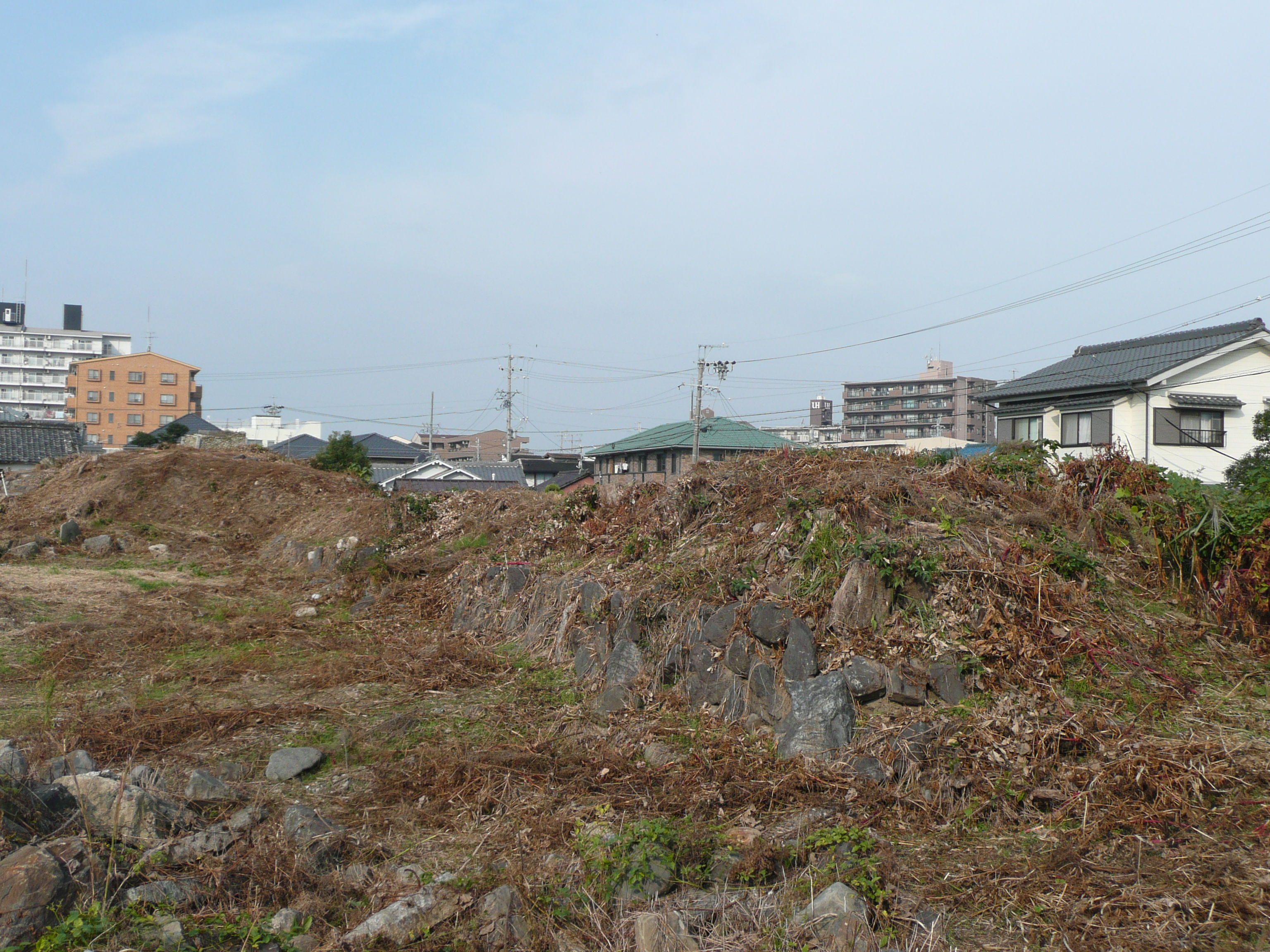
平城の土塁（上条城）
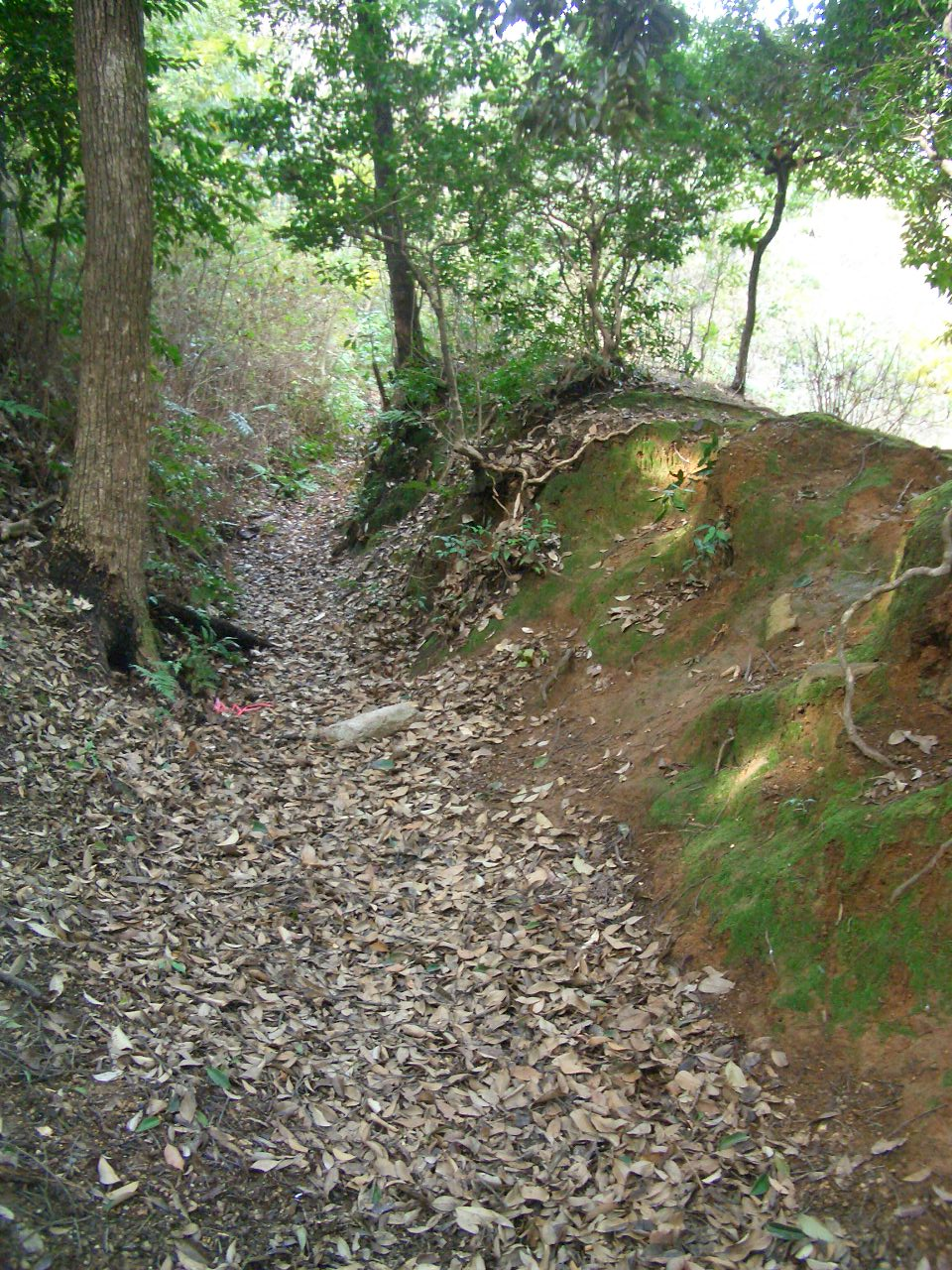
山城の土塁（船岡山城）
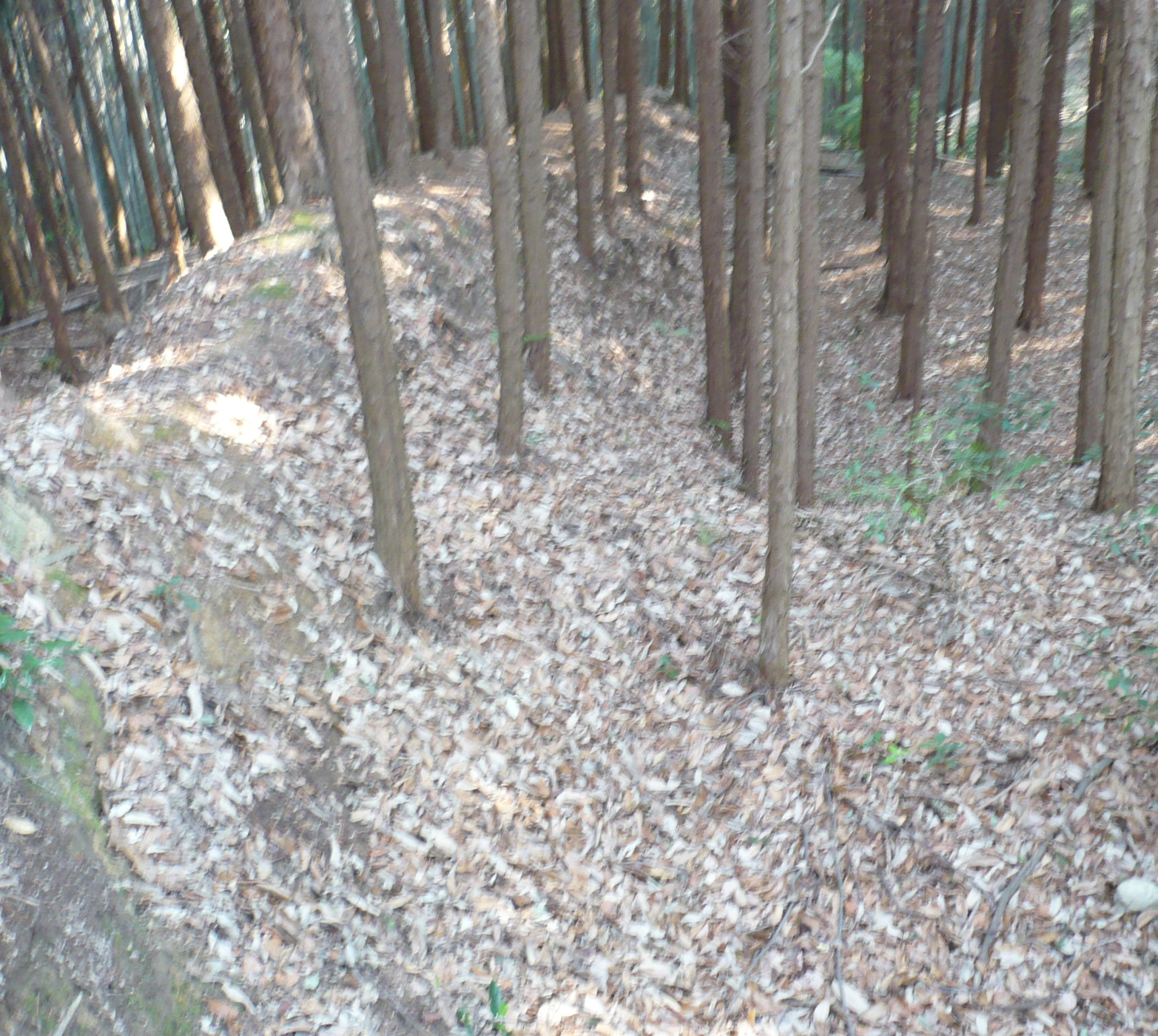
山城の竪土塁（芥川山城）
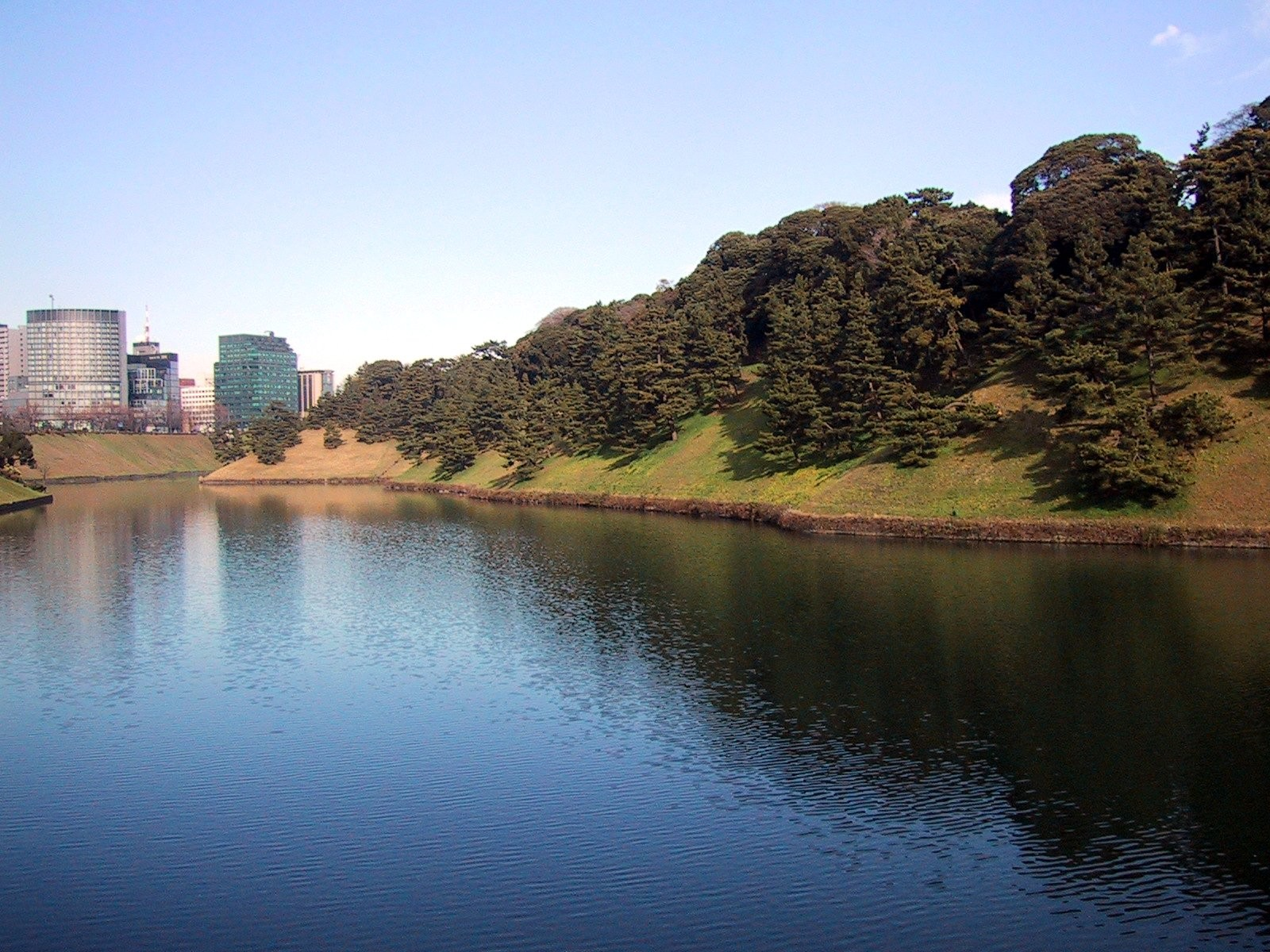
近世城郭の土塁（江戸城桜田堀）
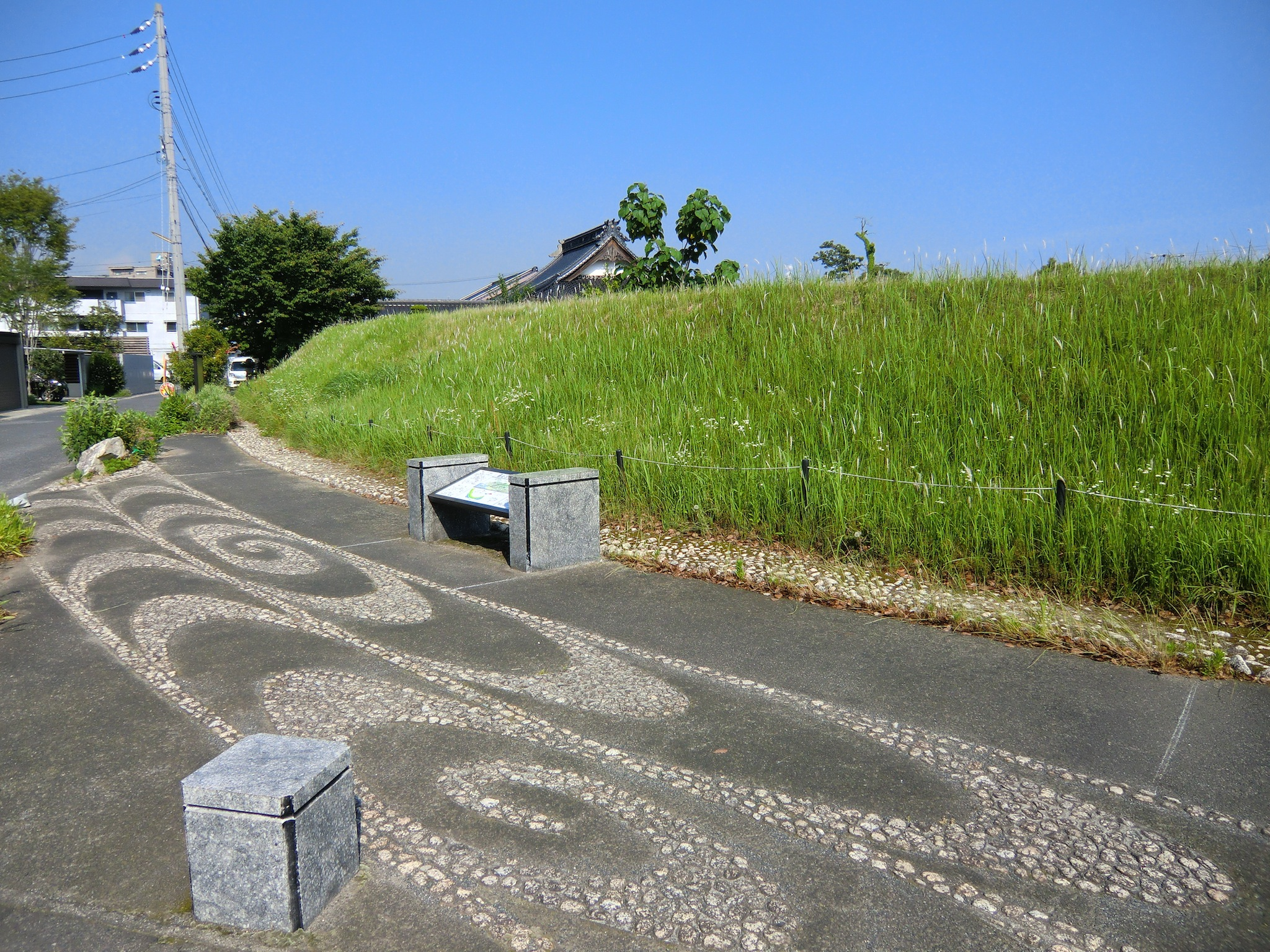
勝栄寺の復元土塁
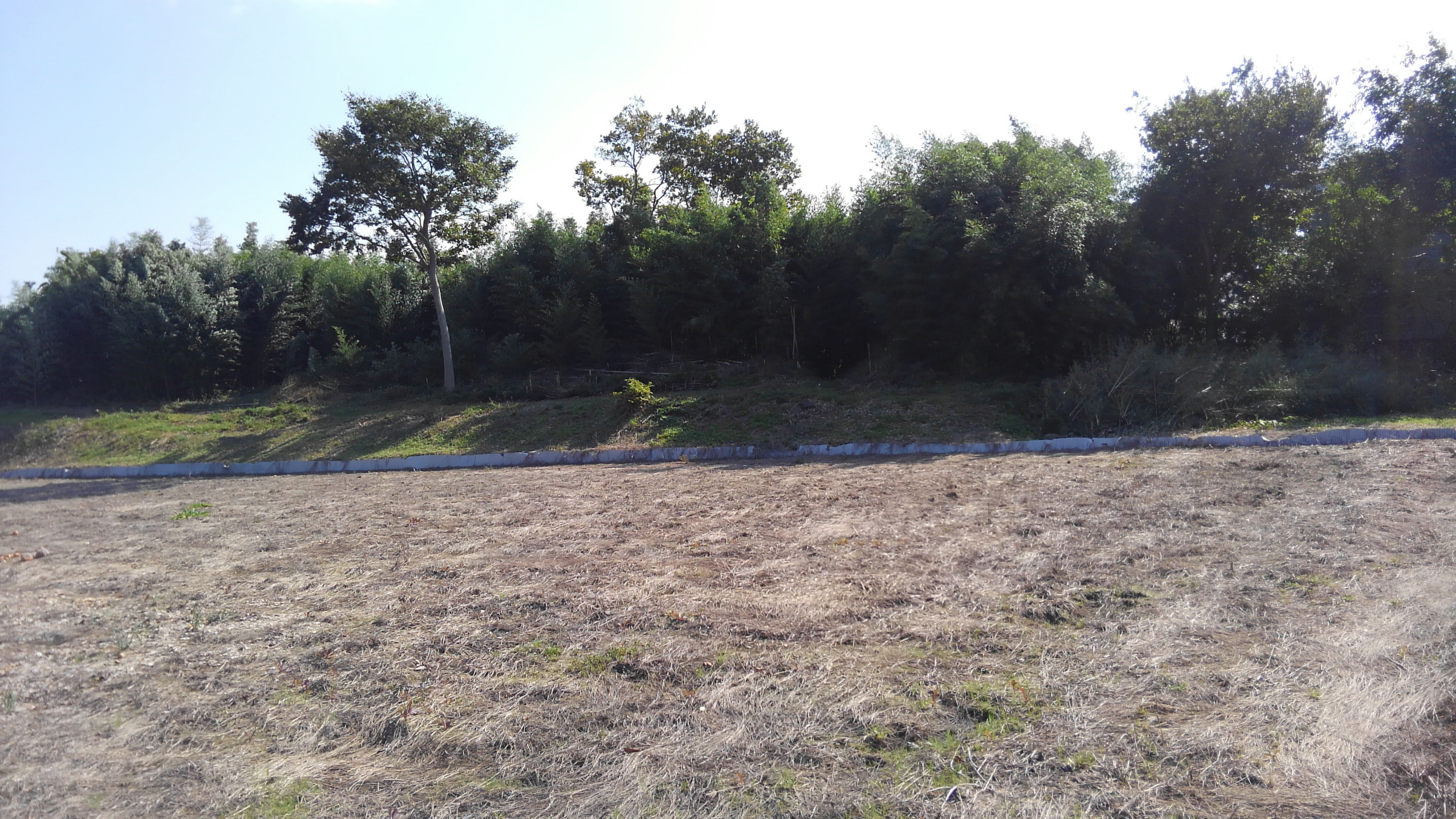
現存する土塁（仲村城）